# Руандійська Вікіпедія
Руандійська Вікіпедія — розділ Вікіпедії руандійською мовою. Створена у 2002 році. Руандійська Вікіпедія станом на 26 березня 2025 року містить 8065 статей, 15 435 зареєстрованих користувачів, 59 активних дописувачів, 1 адміністратора
. Загальна кількість сторінок в руандійській Вікіпедії — 16 262, редагувань — 120 454, мультимедійні файли відсутні
. Глибина (рівень розвитку мовного розділу) руандійської Вікіпедії дуже мала і становить лише 7.7 пунктів
. 

## Історія
- Грудень 2010 — створена 100-та стаття[3].
- Січень 2011 — створена 1 000-на стаття[3].